# Leiobunum bracchiolum
Leiobunum bracchiolum is een hooiwagen uit de familie Sclerosomatidae.